# Henschia foxi
Henschia foxi är en insektsart som beskrevs av Kalkandelen 1972. Henschia foxi ingår i släktet Henschia och familjen dvärgstritar. Inga underarter finns listade i Catalogue of Life.